# Рюмшин Дмитро Євгенович
Рюмшин Дмитро Євгенович — полковник Збройних Сил України, учасник російсько-української війни. Командир 47-ї окремої механізованої бригади (02—03.2024), 155-ї окремої механізованої бригади (04—12.2024).

## Життєпис

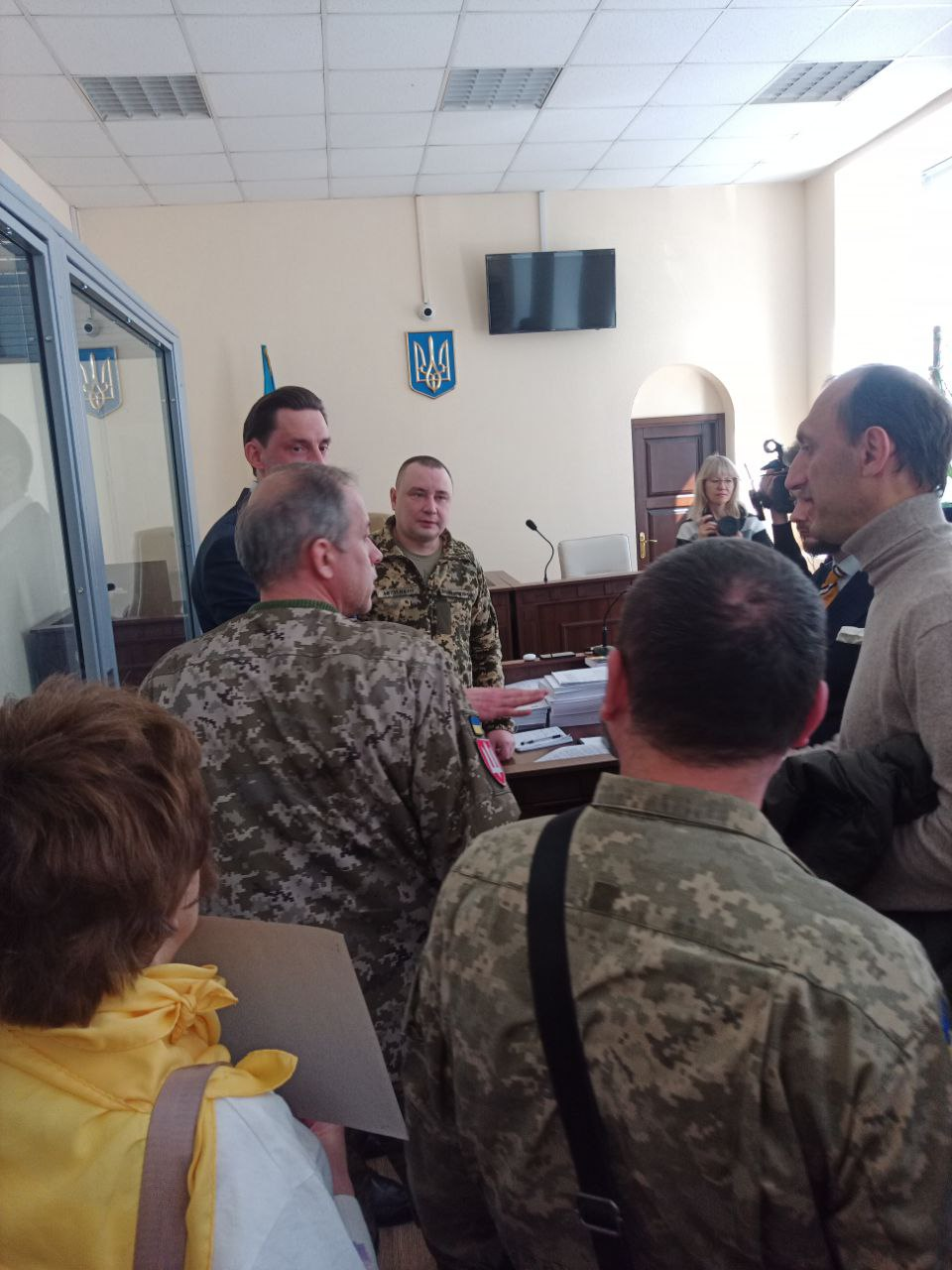
Полковник Роман Червінський висловлює свою підтримку полковнику Дмитру Рюмшину в Печерському районному суді м. Києва. 18 березня 2025 року

Перший бойовий досвід отримав в районі Дебальцевого і Харцизька.
Російське широкомасштабне вторгнення в Україну 2022 року зустрів у Харкові. Із квітня 2022 до березня 2023 року командував 231-м окремим батальйоном 128 окремої бригади ТрО.
У 2023 році брав участь в контрнаступі на Запоріжжі командуючи 33 ОМБр .
В лютому-березні 2024 року, під час оборони Авдіївки, командував 47 ОМБр. Під керівництвом Рюмшина 47 ОМБр тримала фланги біля села Бердичі, де ворогу було завдано великі втрати.
Згодом став командиром 155 ОМБр.
В грудні 2024 року Рюмшина зняли з посади командира 155 ОМБр.

## Розслідування
20 січня 2025 року ДБР і СБУ затримали Рюмшина в Рівному, куди він прибув для проходження служби в резервному батальйоні ОК «Захід». За даними слідства, командир не реагував на правопорушення в його підрозділі, у тому числі на самовільне залишення військової частини його бійцями. Також планувалося клопотання до суду про обрання підозрюваному запобіжного заходу у вигляді тримання під вартою. За повідомленням ДБР, 56 військових 155-ї бригади самовільно залишили навчальні полігони у Франції. 22 січня Рюмшина арештували з можливістю застави в 90 млн грн.
17 квітня 2025 року Печерський районний суд міста Києва продовжив запобіжний захід Дмитру Рюмшину у вигляді тримання під вартою до 15 червня з можливістю застави у 31 млн грн.

## Нагороди
- Орден Богдана Хмельницького III ст. (11 квітня 2022) — за особисту мужність і самовіддані дії, виявлені у захисті державного суверенітету та територіальної цілісності України, вірність військовій присязі[16].